# Công viên quốc gia Ranomafana

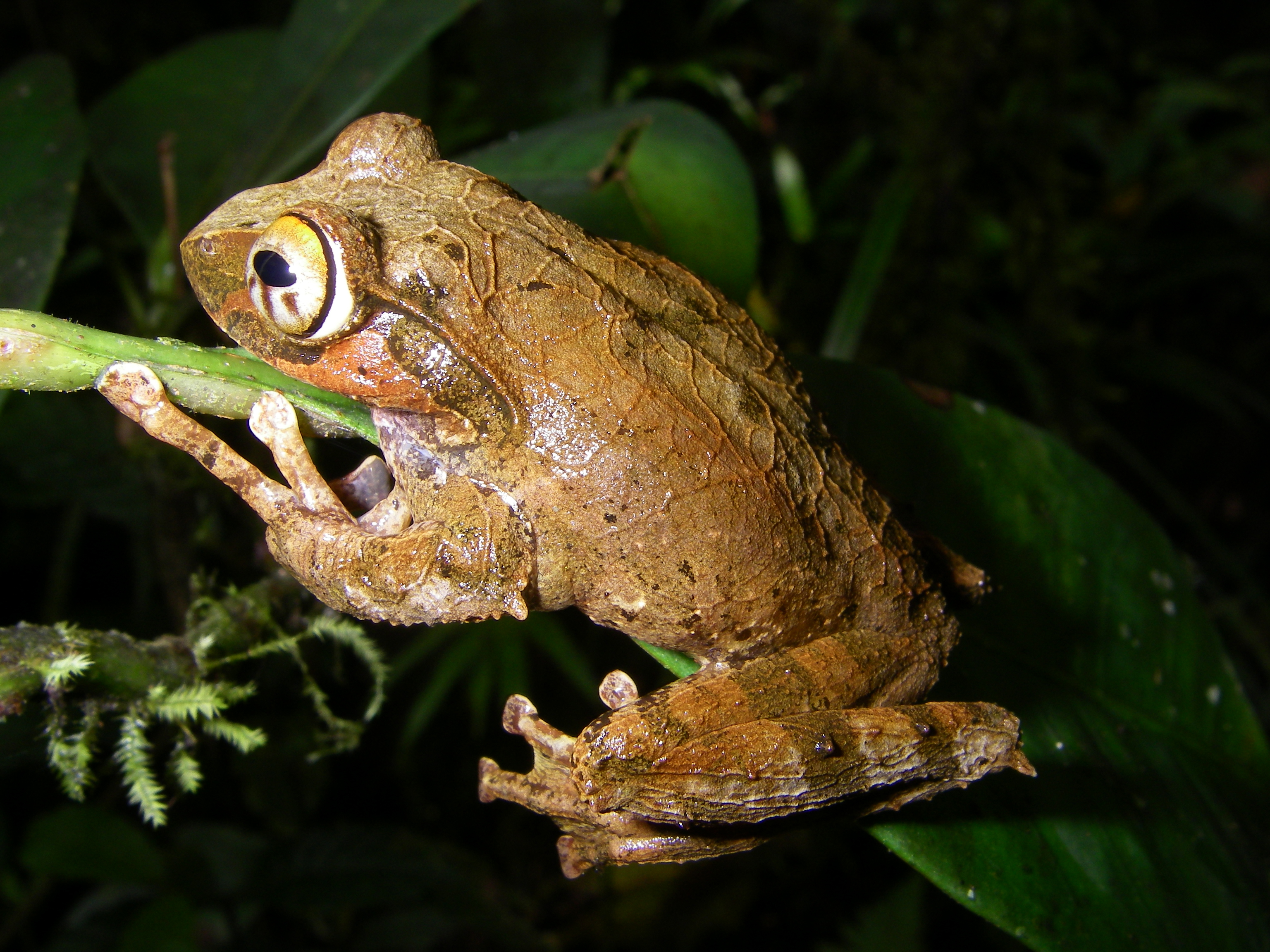
Boophis reticulatus tại công viên quốc gia Ranomafana

Công viên quốc gia Ranomafana nằm ở phía đông nam Madagascar tại Haute Matsiatra và Vatovavy-Fitovinany. Với hơn 41.600 ha (161 dặm vuông Anh) rừng mưa nhiệt đới, là nơi có nhiều loài quý hiếm thuộc hệ thực vật và động vật bao gồm cả vượn cáo tre vàng, vượn cáo tre lớn, vượn cáo khoang cổ đen trắng và vượn cáo sifaka Milne-Edwards và hơn 120 loài ếch. Công viên được thành lập vào năm 1991 với mục đích bảo tồn sự đa dạng sinh học độc đáo của hệ sinh thái địa phương và giảm tác động của con người tại khu vực được bảo vệ. Đây là một phần của di sản thế giới rừng mưa nhiệt đới ở Atsinanana. Liền kề công viên là trạm nghiên cứu Trung tâm ValBio, được thành lập năm 2003 và do Đại học Stony Brook quản lý, tập trung vào nghiên cứu đa dạng sinh học, y tế và giáo dục cộng đồng, nghệ thuật môi trường và trồng rừng.